# Caiguan
Caiguan (kinesiska: 蔡官) är en köping i sydvästra Kina. Den ligger i stadsdistriktet Xixiu i staden Anshun i provinsen Guizhou, omkring 73 kilometer sydväst om provinshuvudstaden Guiyang. Antalet invånare är 45580. Befolkningen består av 21 148 kvinnor och 24 432 män. Barn under 15 år utgör 26,0 %, vuxna 15-64 år 64 %, och äldre över 65 år 9,0 %.